# Vuelta a España 2025/6. Etappe
Die 6. Etappe der Vuelta a España 2025 findet am 28. August 2025 statt. Sie führt die 80. Austragung des spanischen Etappenrennens nach Andorra, wo die zweite Bergankunft in Pal Arinsal abgehalten wird. Der 170,3 Kilometer lange Pyrenäen-Abschnitt wird zuvor in Olot gestartet. Nach der Zielankunft werden die Fahrer insgesamt 881,4 Kilometer absolviert haben, was 27,6 % der Gesamtdistanz der Rundfahrt entspricht.

## Streckenführung
Unmittelbar nach dem Start in Olot geht es auf den Collada de Sentigosa (1059 m), der nach 11,4 Kilometern überquert wird und als Bergwertung der 3. Kategorie klassifiziert wurde. Nach der anschließenden Abfahrt führt die Strecke über Sant Joan de les Abadesses nach Ripoll, wo die Straße am Ufer des Freser erneut zu steigen beginnt. Bei geringen Steigungsprozenten geht es nun stromaufwärts nach Ribes de Freser, wo die Auffahrt auf den Collada de Toses (1790 m) beginnt. Dieser weist auf einer Länge von 24,3 Kilometern eine durchschnittliche Steigung von 3,5 % auf und gilt als Bergwertung der 1. Kategorie. Diese wird nach 66,4 Kilometern abgenommen, ehe eine lange Abfahrt über La Molina nach Alp führt. Die Fahrer befinden sich nun im Vall del Riu Segre, wobei sie dem Segre bei leichtem Gefälle stromabwärts bis La Seu d’Urgell folgen. Hier biegen sie links ab und gelangen wenig später zur Staatsgrenze von Andorra, die sie 35,1 Kilometer vor dem Ziel überqueren. Dem Valira stromaufwärts folgend, geht es hier bei leichten Steigungsprozenten nach Andorra la Vella, wo 26 Kilometer vor dem Ziel der einzige Zwischensprint ausgefahren wird. Unmittelbar darauf beginnt der Anstieg auf die Alto de la Comella (1347 m). Diese steigt für 4,2 Kilometer im Schnitt mit 8 % an und wird erst 21,1 Kilometer vor dem Ziel überquert. Auf der Kuppe wird dabei nicht nur eine Bergwertung der 2. Kategorie, sondern auch ein Bonussprint abgenommen.
Nach der anschließenden Abfahrt geht es von Andorra la Vella in die Gemeinde La Massana, wobei eine erste kleinere Steigung ins Ortsgebiet führt. Nach einem kurzen Flachstück beginnt wenig später der Schlussanstieg nach Pal Arinsal. Dieser weist auf einer Länge von 9,6 Kilometern eine durchschnittliche Steigung von rund 6,4 % auf. Die Auffahrt erfolgt auf der CG-4, wobei die höchsten Steigungsprozente von rund 10 % im mittleren Teil erreicht werden. Auf den letzten zwei Kilometern flacht die Straße jedoch wieder auf rund 6 % ab, ehe das Ziel beim Pal Arinsal Bikepark auf einer Höhe von 1901 Metern erreicht wird.
|                            | Ort                  | Kilometer | Länge (km) | Höhe (m) | Ø Steigung |
| -------------------------- | -------------------- | --------- | ---------- | -------- | ---------- |
| Start                      | Olot                 | 0,0       |            |          |            |
| Bergwertung (3. Kategorie) | Collada de Sentigosa | 11,4      | 11,4       | 1059     | 4,1 %      |
| Bergwertung (1. Kategorie) | Collada de Toses     | 66,4      | 24,3       | 1790     | 3,5 %      |
| Zwischensprint             | Andorra la Vella     | 144,3     |            |          |            |
| Bergwertung (2. Kategorie) | Alto de la Comella   | 149,2     | 4,2        | 1347     | 8 %        |
| Bonussprint                | Alto de la Comella   | 149,2     | 4,2        | 1347     | 8 %        |
| Bergwertung (1. Kategorie) | Pal Arinsal          | 170,3     | 9,6        | 1901     | 6,4 %      |
| Ziel                       | Pal Arinsal          | 170,3     | 9,6        | 1901     | 6,4 %      |

## Ergebnis
| \| Etappenergebnis \| Etappenergebnis \| Etappenergebnis \| Etappenergebnis \| Etappenergebnis \| \| Fahrer \| Fahrer \| Land \| Team \| Zeit \| \| --------------- \| --------------- \| --------------- \| --------------- \| --------------- \| |        |      |      |      |
| |        |      |      |      |
| Quelle: ProCyclingStats |        |      |      |      |
| Etappenergebnis |        |      |      |      |
| Fahrer | Fahrer | Land | Team | Zeit |

## Gesamtstände
| \| Gesamtwertung \| Gesamtwertung \| Gesamtwertung \| Gesamtwertung \| Gesamtwertung \| \| Fahrer \| Fahrer \| Land \| Team \| Zeit \| \| ------------- \| ------------- \| ------------- \| ------------- \| ------------- \| |        |      |      |      |
| |        |      |      |      |
| Quelle: ProCyclingStats |        |      |      |      |
| Gesamtwertung |        |      |      |      |
| Fahrer | Fahrer | Land | Team | Zeit |

| Punktewertung | Punktewertung | Punktewertung | Punktewertung | Punktewertung |
| Fahrer        | Fahrer        | Land          | Team          | Punkte        |
| ------------- | ------------- | ------------- | ------------- | ------------- |

| Bergwertung | Bergwertung | Bergwertung | Bergwertung | Bergwertung |
| Fahrer      | Fahrer      | Land        | Team        | Punkte      |
| ----------- | ----------- | ----------- | ----------- | ----------- |

| Nachwuchswertung | Nachwuchswertung | Nachwuchswertung | Nachwuchswertung | Nachwuchswertung |
| Fahrer           | Fahrer           | Land             | Team             | Zeit             |
| ---------------- | ---------------- | ---------------- | ---------------- | ---------------- |

| Mannschaftswertung | Mannschaftswertung | Mannschaftswertung | Mannschaftswertung |
| Team               | Team               | Land               | Zeit               |
| ------------------ | ------------------ | ------------------ | ------------------ |